# Esgrima na Universíada de Verão de 1989

## Quadro de medalhas
| Ordem | País                   | Medalha de ouro | Medalha de prata | Medalha de bronze |    |
| ----- | ---------------------- | --------------- | ---------------- | ----------------- | -- |
| 1     | ITA Itália             | 4               | 2                | 4                 | 10 |
| 2     | HUN Hungria            | 3               | 4                |                   | 7  |
| 3     | CUB Cuba               | 2               | 2                | 1                 | 5  |
| 4     | POL Polônia            | 1               | 1                | 1                 | 3  |
| 5     | FRG Alemanha Ocidental |                 | 1                | 1                 | 2  |
| 6     | CHN China              |                 |                  | 2                 | 2  |
| 7     | SWE Suécia             |                 |                  | 1                 | 1  |